# Phyla bactériens

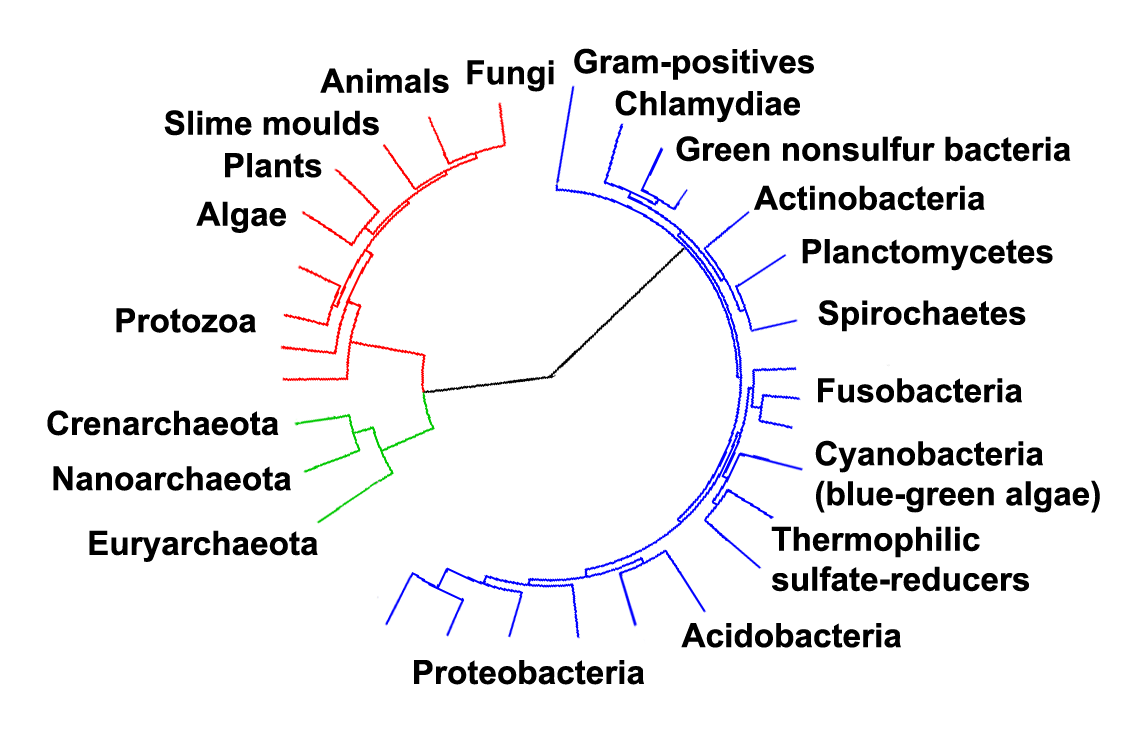
Arbre phylogénétique illustrant la diversité des bactéries (en bleu), comparée aux autres organismes (eucaryotes en rouge et archées en vert).

Les phyla bactériens constituent les principaux taxons, au niveau du phylum, du domaine des Eubacteria.
Dans la classification scientifique du vivant établie par Linné, chaque souche bactérienne est assignée à une espèce (nomenclature binominale), correspondant à un niveau inférieur dans la hiérarchie des groupes taxonomiques. À l'heure actuelle, le système de méga-classification le plus accepté dans la communauté scientifique correspond au modèle à trois domaines, basé sur la phylogénétique moléculaire. Dans ce système, les bactéries font partie du domaine Bacteria et le "phylum" est le rang taxinomique inférieur au domaine, maintenant que le rang "règne" est devenu désuet dans la taxonomie bactérienne actuelle,. Lorsque la nomenclature bactérienne était gérée par le Code Botanique, on utilisait le terme "division", mais aujourd'hui la nomenclature bactérienne (à l'exception des cyanobactéries) est gérée par le Code Bactériologique et on préfère le terme « phylum ».
Dans ce schéma de classification, les Bacteria sont (non-officiellement) subdivisées en 30 phyla avec chacun au moins un représentant cultivé en laboratoire,,. Chaque clade majeur de bactéries ne pouvant pas, à l'heure actuelle, être cultivé en laboratoire, est connu seulement et de façon assez indirecte par la métagénomique, c'est-à-dire l'analyse d'échantillons en vrac issus de l'environnement. Si l'on inclut les phyla candidats dans ces clades possibles, le nombre de phyla atteint 52 voire plus. Ainsi, le nombre de phyla principaux n'a cessé d'augmenter, partant de 12 en 1987, atteignant 30 en 2014, et dépassant 50 si l'on inclut les phyla candidats. Le nombre total a été estimé à plus de 1000 phyla bactériens, dont plus de la moitié reste donc à découvrir.
À la base du clade Bacteria, près du dernier ancêtre commun universel de tous les êtres vivants, certains scientifiques pensent qu'il y aurait un ordre d'embranchement défini, alors que d'autres scientifiques, comme Norman Pace, pensent qu'il y avait au départ une grande polytomie, c'est-à-dire un événement de spéciations multiples simultanées.

## Phylogénétique moléculaire
Historiquement, la phylogénie était déduite et la taxonomie établie à partir des études morphologiques des êtres vivants. Récemment, le développement de la phylogénétique moléculaire a été utilisée pour permettre une meilleure élucidation de la relation évolutive des espèces en analysant leurs séquences d'ADN et de protéines, par exemple leur ADN ribosomal. L'absence de caractéristiques morphologiques facilement accessibles, comme celles présentes chez les animaux et les plantes, a entravé les premiers efforts de classification et a donné lieu à une classification erronée, déformée et confuse, comme l'a noté Carl Woese avec l'exemple de l'étymologie attribuée au genre Pseudomonas qui correspond ironiquement à sa taxonomie, soit "fausse unité".

## Première subdivision

Structure moléculaire de la sous-unité ribosomale 30S de Thermus thermophilus incluant la partie correspondant au 16S. Les protéines apparaissent en bleu et l'ARN simple brin en brun clair.

En 1987, Carl Woese, considéré comme le précurseur de la révolution en phylogénie moléculaire, a divisé les Eubacteria en 11 divisions basées sur les séquences d'ARN ribosomal 16S (SSU), :
- bactéries pourpres et apparentées (plus tard renommées Proteobacteria[15])
  - sous-division alpha (bactéries pourpres non-sulfureuses, rhizobacteria, Agrobacterium, Rickettsiae, Nitrobacter)
  - sous-division beta (Rhodocyclus, certaines Thiobacillus, Alcaligenes, Spirillum, Nitrosovibrio)
  - sous-division gamma (bactéries entériques, pseudomonadales fluorescentes, bactéries pourpres sulfureuses, Legionella, certaines Beggiatoa)
  - sous-division delta (sulfo- et sulfato-réductrices comme Desulfovibrio, myxobactéries, Bdellovibrio)
- bactéries à Gram positif[A 3]
  - espèces à fort taux en GC (plus tard renommées Actinobacteria[16]) comme Actinomyces, Streptomyces, Arthrobacter, Micrococcus, Bifidobacterium
  - espèces à faible taux en GC (plus tard renommées Firmicutes[16]) comme Clostridium, Peptococcus, Bacillus, Mycoplasma
  - espèces photosynthétiques (Heliobacteria)
  - espèces à Gram négatif avec paroi cellulaire (Megasphaera, Sporomusa)
- Cyanobactéries et chloroplastes (Aphanocapsa, Oscillatoria, Nostoc, Synechococcus, Gloeobacter, Prochloron)
- Spirochètes et apparentés
  - Spirochètes (Spirochaeta, Treponema, Borrelia)
  - Leptospiras (Leptospira, Leptonema)
- bactéries vertes sulfureuses (Chlorobium, Chloroherpeton)
- Bacteroides, Flavobacteria et apparentés (plus tard renommés Bacteroidetes)
  - Bacteroides (Bacteroides, Fusobacterium)
  - groupe des Flavobacterium (Flavobacterium, Cytophaga, Saprospira, Flexibacter)
- Planctomyces et apparentés (plus tard renommés Planctomycetes)
  - groupes des Planctomyces (Planctomyces, Pasteuria [sic][A 4])
  - Thermophiles (Isocystis pallida)
- Chlamydiae (Chlamydia psittaci, Chlamydia trachomatis)
- Micrococci radiorésistants et apparentés (qu'on appelle aujourd'hui communément Deinococcus-Thermus[7] ou Thermi)[A 5]
  - groupe Deinococcus (Deinococcus radiodurans)
  - Thermophiles (Thermus aquaticus)
- bactéries vertes non sulfureuses et apparentées (plus tard renommées Chloroflexi[17])
  - groupe des Chloroflexus (Chloroflexus, Herpetosiphon)
  - groupe des Thermomicrobium (Thermomicrobium roseum)
- Thermotogae (Thermotoga maritima)

## Nouveaux phyla cultivés
De nouvelles espèces ont été cultivées avec succès depuis 1987 (date de la publication de la méta-analyse de Woese), qui sont suffisamment différentes pour garantir leur appartenance à un nouveau phylum. La plupart sont thermophiles et souvent également chimiolithoautotrophes, comme les Aquificae, qui oxydent l'hydrogène gazeux. D'autres non thermophiles, comme les Acidobacteria, un phylum ubiquitaire avec des physiologies divergentes, ont été découvertes, dont certaines sont chimiolithotrophes, comme Nitrospira (qui oxyde le nitrile) ou Leptospirillum (qui oxyde le fer) ; certain phyla proposés n'apparaissent cependant pas dans la base de données LPSN car ils ne sont pas suffisamment décrits ou attendent d'être validés, ou encore suscitent un débat pour savoir s'ils n'appartiennent pas à un phylum déjà existant. Par exemple le genre Caldithrix, comprenant les espèces C. palaeochoryensis et C. abyssi, est considéré comme appartenant aux Deferribacteres. Cependant, il ne partage que 81% de similarité avec les autres Deferribacteres (les espèces appartenant au genre Deferribacter et apparentées) et n'est considéré comme un phylum à part entière que par Rappé et Giovannoni. De plus, la place du genre Geovibrio dans le phylum Deferribacteres est sujet à débat.

## Phyla non cultivés et métagénomique
Avec l'avènement de méthodes pour analyser l'ADN environnemental (la métagénomique), l'ARNr 16S d'un très grand nombre d'espèces non découvertes a été analysé, prouvant qu'il y a plusieurs phyla entiers qui n'ont pas de représentant cultivable connu et qu'au sein de certains phyla il manque des représentants cultivables de subdivisions majeures telles que les Verrucomicrobia et les Chloroflexi. Le terme Candidatus est employé pour les propositions de nouvelles espèces pour lesquelles le manque d'information à leur sujet les empêche d'être validées, comme lorsque les seules informations dont on dispose sont des données de séquence ADN, même si le génome entier a été séquencé,. Lorsque les espèces en question sont membres d'un phylum entier, on appelle ce dernier une division candidate (ou un phylum candidat), et en 2003 cela concernait 26 des 52 phyla découverts. En 1998, Hungenholtz et Pace définissent un phylum candidat comme un groupe de séquences d'ARNr 16S partageant moins de 85% de similarité avec les phyla déjà existants et décrits. Plus récemment, on a proposé de diminuer ce seuil de similarité à 75%. Avant 1998 on connaissait trois phyla candidats, avant l'établissement du seuil à 85% défini par Hungenholtz et Pace :
- le groupe OS-K (provenant de la source Octopus du Parc National du Yellowstone)
- le Groupe Marin A (provenant de l'océan Pacifique)
- le Groupe Termite 1 (provenant du tube digestif du termite Reticulitermes speratus, aujourd'hui classifié dans les Elusimicrobia)[23]

Depuis lors, plusieurs autres phyla candidats ont été identifiés :
- OP1, OP3, OP5 (aujourd'hui Caldiserica), OP8, OP9 (aujourd'hui Atribacteria)[23], OP10 (aujourd'hui Armatimonadetes), OP11 (bassin en obsidienne, Parc National du Yellowstone)
- WS2, WS3, WS5, WS6 (aquifère contaminé de Wurtsmith)
- SC3 et SC4 (provenant de sol aride)
- VadinBE97 (aujourd'hui Lentisphaerae)
- NC10 (provenant de grottes inondées, rizières, zones intertidales etc)
- BRC1 (provenant de sol brut et racines de riz)
- ABY1 (provenant de sédiments)
- Guyamas1 (provenant de cheminées hydrothermales)
- GN01, GN02, GN04 (provenant d'un tapis microbien hypersalin à Guerrero Negro)
- NKB19 (provenant de boue activée)
- SBR1093 (provenant de boue activée)
- TM6 et TM7 (Torf, Mittlere Schicht, littéralement "couche tourbe, intermédiaire")

Depuis lors, un phylum candidat appelé Poribacteria a été découvert, vivant en symbiose avec les éponges et faisant l'objet de nombreuses recherches actuellement,. Un autre phylum candidat, les Tectomicrobia, a également été découvert, vivant en symbiose avec les éponges. Enfin, on a proposé que Nitrospina gracilis, ayant été pendant longtemps sans affiliation phylogénétique, appartienne à un nouveau phylum, celui des Nitrospinae.
Parmi les autres phyla candidats faisant l'objet de recherches, on peut citer le TM7, les génomes d'organismes ayant été séquencés (draft genomes en anglais), le WS6 et le Groupe Marin A.
Deux espèces du phylum candidat OP10, aujourd'hui appelé Armatimonadetes, ont été récemment cultivées avec succès : Armatimonas rosea isolée du rhizoplane d'un roseau d'un lac japonais, et Chthonomonas calidirosea provenant d'un isolat d'un sol géothermiquement chauffé à la Porte des Enfers (Tikitere, Nouvelle-Zélande).
Une espèce du phylum candidat OP5, Caldisericum exile, a également été cultivée avec succès, ce qui a donné lieu à l'appellation de ce phylum Caldiserica.
Le phylum candidat VadinBE97 est désormais connu sous le nom de Lentispherae depuis que les espèces Lentisphaera araneosa et Victivallis vadensis ont été cultivées avec succès.
Plus récemment, on a donné à plusieurs phyla candidats des noms provisoires malgré le fait qu'ils n'aient pas de représentants encore cultivables :
- le phylum candidat ACD58 a été renommé Berkelbacteria[34]
- le phylum candidat CD12 (également connu comme phylum candidat BHI80-139) a été renommé Aerophobetes
- le phylum candidat EM19 a été renommé Calescamantes
- le phylum candidat GN02 (également connu comme phylum candidat BD1-5) a été renommé Gracilibacteria
- le phylum candidat KSB3 a été renommé Modulibacteria[35]
- le phylum candidat NKB19 a été renommé Hydrogenedentes
- le phylum candidat OctSpa1-106 a été renommé Fervidibacteria
- le phylum candidat OD1 a été renommé Parcubacteria
- le phylum candidat OP1 a été renommé Candidatus Acetothermia puis renommé Candidatus Acetithermota
- le phylum candidat OP3 a été renommé Omnitrophica
- le phylum candidat OP8 a été renommé Aminicenantes
- le phylum candidat OP9 (également connu comme phylum candidat JS1) a été renommé Atribacteria
- le phylum candidat OP11 a été renommé Microgenomates
- le phylum candidat PER a été renommé Perigrinibacteria[36]
- le phylum candidat SAR406 (également connu comme phylum candidat Groupe Marin A) a été renommé Marinimicrobia
- le phylum candidat SR1 a été renommé Absconditabacteria[37]
- le phylum candidat TM6 a été renommé Dependentiae[38]
- le phylum candidat TM7 a été renommé Saccharibacteria[39]
- le phylum candidat WS3 a été renommé Latescibacteria
- le phylum candidat WWE1 a été renommé Cloacimonetes
- le phylum candidat WWE3 a été renommé Katanobacteria[37]
- le phylum candidat ZB1 a été renommé Ignavibacteriae[40]

Malgré ces lignages non officiellement reconnus (en raison de l'augmentation sans cesse du nombre de séquences appartenant à des phyla non décrits), la base de données Arb-Silva liste 67 phyla, dont 37 phyla candidats (Acetothermia, Aerophobetes, Aminicenantes, aquifer1, aquifer2, Atribacteria, Calescamantes, CKC4, Cloacimonetes, GAL08, GOUTA4, Gracilibacteria, Fermentibacteria (Hyd24-12), Hydrogenedentes, JL-ETNP-Z39, Kazan-3B-09, Latescibacteria, LCP-89, LD1-PA38, Marinimicrobia, Microgenomates, OC31, Omnitrophica, Parcubacteria, PAUC34f, RsaHF231, S2R-29, Saccharibacteria, SBYG-2791, SHA-109, SM2F11, SR1, TA06, TM6, WCHB1-60, WD272, and WS6) ;  le Ribosomal Database Project 10, liste 49 phyla, dont 20 phyla candidats (Acetothermia, Aminicenantes, Atribacteria, BRC1, Calescamantes, Cloacimonetes, Hydrogenedentes, Ignavibacteriae, Latescibacteria, Marinimicrobia, Microgenomates, Nitrospinae, Omnitrophica, Parcubacteria, Poribacteria, SR1, Saccharibacteria, WPS-1, WPS-2, and ZB3) ; enfin, le NCBI liste 120 phyla, dont 90 phyla candidats (AC1, Acetothermia, Aerophobetes, Aminicenantes, Atribacteria, Berkelbacteria, BRC1, CAB-I, Calescamantes, CPR1, CPR2, CPR3, EM 3, Fervidibacteria, GAL15, GN01, GN03, GN04, GN05, GN06, GN07, GN08, GN09, GN10, GN11, GN12, GN13, GN14, GN15, Gracilibacteria, Fermentibacteria (Hyd24-12), Hydrogenedentes, JL-ETNP-Z39, KD3-62, kpj58rc, KSA1, KSA2, KSB1, KSB2, KSB3, KSB4, Latescibacteria, Groupe Marin A, Marinimicrobia, Microgenomates, MSBL2, MSBL3, MSBL4, MSBL5, MSBL6, NC10, Nitrospinae, NPL-UPA2, NT-B4, Omnitrophica, OP2, OP4, OP6, OP7, OS-K, Parcubacteria, Peregrinibacteria, Poribacteria, RF3, Saccharibacteria, SAM, SBR1093, Sediment-1, Sediment-2, Sediment-3, Sediment-4, SPAM, SR1, TA06, TG2, TM6, VC2, WOR-1, WOR-3, WPS-1, WPS-2, WS1, WS2, WS4, WS5, WS6, WWE3, WYO, ZB3, and Zixibacteria).

## Superphyla
Malgré le manque de clarté de l'ordre d'embranchement pour la plupart des phyla bactériens, plusieurs groupes de phyla possèdent un regroupement clair et sont appelés "superphyla".

### Sphingobacteria
Les Sphingobacteria (anciennement appelé « groupe des FCB ») comprend les Bacteroidetes, le genre non classé Caldithrix, les Chlorobi, le phylum candidat Cloacimonetes, les Fibrobacteres, les Gemmatimonadales, le phylum candidat Ignivibacteriae, le phylum candidat Latescibacteria, le phylum candidat Marinimicrobia et le phylum candidat Zixibacteria,.

### Planctobacteria
Les Planctobacteria (anciennement appelé « groupe des PVC ») comprend les Chlamydiae, les Lentisphaerae, le phylum candidat Omnitrophica, les Planctomycetes, le phylum candidat Poribacteria, et les Verrucomicrobia,.

### Patescibacteria
Le superphylum proposé des Patescibacteria comprend le phylum candidat Gracilibacteria, les Microgenomates, les Parcubacteria et les Saccharibacteria,, et probablement les Dependentiae. On a récemment proposé que ces mêmes phyla candidats, ainsi que les phyla candidats Berkelbacteria, CPR2, CPR3, Kazan, Perigrinibacteria, SM2F11, WS6, et WWE3, appartiennent au groupe plus large des CPR. Pour compliquer les choses, il a été suggéré que plusieurs de ces phyla seraient en fait eux-mêmes des superphyla (voir la section sur les superhyla cryptiques ci-dessous).

### Terrabacteria
Le superphylum proposé des Terrabacteria comprend les Actinobacteria, Cyanobacteria, Deinococcus–Thermus, Chloroflexi, Firmicutes, et le phylum candidat OP10,,,.

### Proteobacteria comme superphylum
Il a été proposé que plusieurs classes du phylum des Proteobacteria soient classifiées comme des phyla à part entière, ce qui ferait des Proteobacteria un superphylum. Il a récemment été proposé que la classe des Epsilonproteobacteria soit combinée avec l'ordre des Desulfurellales pour créer le nouveau phylum des Epsilonbacteraeota.

### Superphyla cryptiques
Il a été suggéré que plusieurs phyla candidats (Microgenomates, Omnitrophica, Parcubacteria et Saccharibacteria) et plusieurs phyla acceptés (Elusimicrobia, Caldiserica, et Armatimonadetes) soient en fait des superphyla ayant été incorrectement décrits comme phyla parce qu'il n'existe pas de règles définissant un phylum bactérien. Par exemple, il a été suggéré que le phylum candidat des Microgenomates soit en fait un superphylum qui englobe 28 phyla subordonnés et que le phylum des Elusimicrobia soit en fait un superphylum qui englobe 7 phyla subordonnés.

## Vue d'ensemble des phyla actuels
En janvier 2016, il existait 30 phyla appartenant au domaine Bacteria et acceptés par la LPSN. Il n'existe pas de règles définies pour la nomenclature des phyla bactériens. Il a été proposé que le suffixe "-bacteria" soit utilisé dans chaque nom de phylum, mais en général le nom d'un phylum est le pluriel du genre-type, à l'exception des Firmicutes, Cyanobacteria et Proteobacteria dont le nom ne provient pas d'un nom de genre (alors que par exemple le nom Actinobacteria provient du genre Actinomyces).

### Acidobacteria
Les Acidobacteria (toutes à Gram négatif) constituent le phylum bactérien le plus abondants dans la plupart des sols, mais ses membres sont en majorité encore non cultivés. De plus, ils sont phénotypiquement assez divers et comprennent non seulement des acidophiles, mais aussi des non acidophiles. Généralement, ses membres ont une division lente, un métabolisme lent en conditions de faibles apports en nutriments, et peuvent tolérer des fluctuations dans le niveau d'hydratation du sol dans lesquels ils vivent.

### Actinobacteria
Les Actinobacteria constituent un phylum composé de bactéries qui sont toutes à Gram positif, dont beaucoup sont des productrices notables de métabolites secondaires. Il n'existe que deux phyla comprenant uniquement des bactéries à Gram positif, le second étant les Firmicutes ; les Actinobacteria possèdent généralement un taux de GC plus élevé et sont parfois appelé "bactéries à Gram positif à fort GC". Parmi les genres ou espèces notables on trouve Streptomyces (producteur d'antibiotiques), Cutibacterium acnes (commensale de la peau odorante) et Propionibacterium freudenreichii (vivant dans les trous de l'emmental).

### Aquificae
Les Aquificae (à Gram négatif) contiennent seulement 14 genres (dont Aquifex et Hydrogenobacter). Les espèces sont hyperthermophiles et chimiolithotrophes (sulfureuses). D'après certaines études, cela pourrait être un des phyla les plus anciens.

### Armatimonadetes
Ce phylum de bactéries à Gram négatif comprend les espèces-type Armatimonas rosea et Chthonomonas calidirosea.

### Bacteroidetes
Les Bacteroidetes (à Gram négatif) font partie du superphylum des FCB ou Sphingobacteria. Certaines espèces sont des pathogènes opportunistes, alors que d'autres sont les bactéries commensales du tube digestif humain les plus communes. Elles sont devenues célèbres en dehors de la communauté scientifique à travers le mythe urbain de la poudre bactérienne pour perdre du poids.

### Caldiserica
Ce phylum était préalablement connu sous le nom de phylum candidat OP5. Il a pour unique représentant l'espèce Caldisericum exile.

### Chlamydiae
Le phylum des Chlamydiae (à Gram négatif faible) appartient au superphylum des PVC ou Planctobacteria. Il se compose à l'heure actuelle de seulement 6 genres correspondant à des pathogènes intracellulaires obligatoires ayant un cycle de vie complexe. Parmi les espèces on trouve Chlamydia trachomatis (qui cause la chlamydiose).

### Chlorobi
Les Chlorobi font partie du superphylum des Sphingobacteria. On y trouve seulement 7 genres de bactéries photoautotrophes anaérobes obligatoires, appelées familièrement bactéries vertes sulfureuses. Le cœur de réaction photosynthétique chez les Chlorobi et les Chloroflexi (un autre groupe photosynthétique, voir ci-dessous) est formé par une structure appelée chlorosome par opposition aux phycobilisomes des cyanobactéries (qui sont également photosynthétiques).

### Chloroflexi
Les Chloroflexi constituent un phylum hétérogène comprenant des thermophiles et des halorespireurs ; on les appelle communément bactéries vertes non-sulfureuses.

### Chrysiogenetes
Ce phylum comprend seulement trois espèces : Chrysiogenes arsenatis, Desulfurispira natronophila et Desulfurispirillum alkaliphilum.

### Cyanobacteria
Également connues sous le nom de (micro-) algues bleues ou algues vertes, les cyanobactéries constituent le principal clade photosynthétique dont on pense qu'il a causé l'oxygénation de l'atmosphère terrestre.

### Deferribacteres[65]
On y trouve des bactéries en forme de bâtonnets à Gram négatif, basant leur métabolisme en anaérobiose à partir de fer, de manganèse ou de nitrate. Elles peuvent également produire de l'énergie par la fermentation. Le genre-type est Deferribacter.

### Deinococcus-Thermus[66]
Les espèces communément admises au sein de ce phylum sont Deinococcus radiodurans (polyextrémophile) et Thermus aquaticus ; on utilise la polymérase de cette dernière dans les PCR.

### Dictyoglomi
Ce phylum comprend des bactéries à Gram négatif, thermophiles et chimioorganotrophes, dont le genre type Dictyoglomus suscite un intérêt tout particulier parce qu'il produit l'enzyme xylanase capable de digérer le xylane, un hétéropolymère du xylose. On utilise cette enzyme dans le pré-traitement de la pulpe de bois lors de la fabrication du papier car elle permet d'obtenir des niveaux de blancheur comparables au traitement classique en utilisant beaucoup moins de chlorine.

### Elusimicrobia
Ce phylum correspond à l'ancien phylum candidat Groupe Termite 1. Ce sont des symbiontes du tube digestif des termites et des fourmis. L'espèce-type est Elusimicrobium minutum.

### Fibrobacteres[72]
Membre du superphylum des Sphingobacteria, ce phylum comprend la plupart des bactéries habitant le rumen des ruminants, leur permettant de dégrader la cellulose des plantes qu'ils ingèrent. Le genre Fibrobacter (seul genre connu du phylum à ce jour) a été retiré en 1988 du genre Bacteroides auquel il appartenait avant.

### Firmicutes
Ce phylum comprend des espèces à faible taux de GC, Gram positif et formant pour la plupart d'entre elles des spores. On les répartit en 3 classes : les Bacilli comprenant par exemple le genre Bacillus (le pathogène B. anthracis et B. subtilis utile en biotechnologie, etc), les bactéries lactiques acides (comme Lactobacillus casei utilisée dans le yaourt, Oenococcus oeni utilisée en fermentation malolactique, ou encore le pathogène Streptococcus pyogenes) et la classe des Clostridia composée principalement d'espèces saprophytes sulfato-réductrices, dont le genre Clostridium (avec les pathogènes C. difficile, C. tetani, C. botulinum et la bactérie utilisée en biotechnologie C. acetobutylicum).

### Fusobacteria
Ce phylum comprend des bacilles à Gram négatif non sporulantes anaérobes obligatoires. Découvertes dès le XIXe siècle, on y trouve de nombreux pathogènes causant des nécroses tissulaires, un travail prématuré et des ulcères tropicaux.

### Gemmatimonadetes
Membre du superphylum des Sphingobacteria, il doit son nom à l'espèce-type Gemmatimonas aurantiaca qui compose environ 2% des bactéries du sol et faisant partie du top 9 des phyla trouvés dans le sol.

### Lentisphaerae
Anciennement clade VadinBE97, ce phylum fait partie du superphylum des Planctobacteria.

### Nitrospirae[83]
On y trouve de nombreux genres mais le plus représenté est Nitrospira.

### Planctomycetes[84]
Membre du superphylum des Planctobacteria, on y trouve des bactéries aquatiques issues de saumures, de mer et d'eau douce. Elles se reproduisent par bourgeonnement. Le métabolisme de l'anammox ne se retrouve que chez des bactéries appartenant à ce phylum.

### Proteobacteria
Ce phylum contient la majorité des espèces connues, telles que Escherichia coli et Pseudomonas aeruginosa.

### Spirochaetae
Les bactéries appartenant à ce phylum sont connues pour leur compartimentalisation, leur forme caractéristique hélicoïdale enroulée et on y trouve des espèces comme Borrelia burgdorferi qui cause la maladie de Lyme.

### Synergistetes
Les membres de ce phylum sont à Gram négatif avec deux parois, anaérobes obligatoires, en forme de bâtonnets ; certains sont des commensaux humains.

### Tenericutes
On y trouve la classe des Mollicutes, qu'on associait auparavant au phylum des Firmicutes. Malgré leurs parents à Gram positif à une seule paroi, les bactéries de ce groupe ne possèdent pas de peptidoglycane. Un genre notable est Mycoplasma.

### Thermodesulfobacteria
C'est un phylum composé de seulement trois genres appartenant à la même famille des Thermodesulfobacteriaceae : Caldimicrobium, Thermodesulfatator et Thermodesulfobacterium. Les membres de ce phylum sont des thermophiles sulfato-réducteurs.

### Thermomicrobia[92]
On y trouve des bactéries vertes non sulfureuses thermophiles vivant dans des environnements généralement éloignés des activités humaines. Elles constituent des sujets de recherche intéressants car elles sont capables d'avoir une croissance améliorée en présence d'antibiotiques et d'oxyder le monoxyde de carbone.

### Thermotogae
Les Thermotogae constituent un phylum dont les membres possèdent une enveloppe externe inhabituelle qu'on appelle la toga et sont pour la plupart des fermenteurs hyperthermophiles anaérobes obligatoires.

### Verrucomicrobia
Ce phylum appartient au superphylum des Planctobacteria. Tout comme les espèces du genre Planctomycetes, ses membres possèdent plan cellulaire compartimenté avec un nucléoïde condensé et les ribosomes du pirellulosome (englobé par la membrane intracytoplasmique) et le paryphoplasme forment un compartiment entre la membrane intracytoplasmique et la membrane plasmique.

## Ordre d'embranchement
L'ordre d'embranchement des phyla bactériens n'est pas clair. Diverses études arrivent à différents résultats en raison des différents jeux de données et méthodes utilisés. Par exemple, dans les études utilisant le 16S et quelques autres séquences, les Thermotogae et les Aquificae apparaissent comme les phyla les plus anciens, alors que dans d'autres études phylogénétiques, Firmicutes est le phylum le plus ancien.